# El Lunático
El Lunático es un grupo musical de Almería, España.
Surge en el año 2000 de la unión de Juan Miguel Cruz Capel  (Juanmi) y Antonio García Cazorla  (Antonio "El Caracoles")
El estilo de este grupo se caracteriza por mezclar Pop y Rumba con aires mediterráneos, el cual nació con la intención de llevar al público sus canciones de la manera más sencilla y directa, otorgando una gran importancia, sobre todo, a la cercanía, el contacto y la identificación con el público.
El grupo al completo es natural de la ciudad de Almería, España.

## Historia
En el año 2001 se proclaman ganadores del "Festival de Rock Villa de Almería" lo que les permite la grabación de su primera Maqueta/CD, llamada "Volver a Verte". Gracias a esta maqueta comienzan una gira durante un año y medio por el sur de España.
En 2003 el grupo sigue creciendo llegando a tocar en salas de Madrid, además de en Almería. En una de estas actuaciones, llaman la atención del prestigioso músico Alejo Stivel, ex Tequila y productor entre otros de: Joaquín Sabina, La Oreja de Van Gogh, M Clan, La Cabra Mecánica, etc.
En el año 2005 sale a la venta su nuevo disco "El Lunático", un CD con trece temas, incluyendo un tema para el programa "El loco de la colina" de Jesús Quintero. Con este CD a nivel nacional aumenta repercusión social, logran vender más de 3000 copias, lo que les lleva a una gira de verano con una banda de grandes músicos, entre ellos: Fernando Polaino, Bego Larrañaga, Javier Catala, etc. 
En el año 2012 con motivo del inicio de su gira "En Acústico", incluyen en el grupo a Francisco José Sánchez Muñoz.
Sus dos nuevos discos en aquel momento fueron "Bala perdía" (2011) y "Curiosidades" (2012).
Un año después, en 2013 estrenan su nuevo álbum "Sitios a los que volver" junto a una nueva gira.
Actualmente continúan maquetando y componiendo, habiendo realizado varios temas para algunos grandes músicos nacionales.

## Miembros
- Juanmi Cruz: Voz y guitarra.
- Antonio García Cazorla, "El caracoles": Guitarra acústica y coros.
- José Cruz: Coros y cajón flamenco.
- Javier Maresca.
- Ezequiel Giménez: Batería y Shaker
- Francisco José Sánchez Muñoz:Bajo (en acústico)

## Discografía
- "Volver a verte" (2003)
- "El Lunático" (2005)
- "Se diga como se diga" (2008)
- "Bala perdía" (2011)
- "Curiosidades" (2012)
- "Sitios a los que volver" (2013)

## Otros
- Himno del ascenso para la U.D. Almería: "Ya estamos aquí"
- Cadena 100 Concierto Acústico en La Jungla de Abellán
- Concierto en FNAC Marbella
- Concierto en FNAC Callao Madrid
- Los Conciertos de Radio Tres Radio Nacional de España
- Concierto en Música Uno TVE 1
- Punto Radio Concierto Acústico con Manel Fuentes
- Concierto Los 40 TV
- Disco Rojo en 40 Latino
- Número 1 y 4 con sus dos singles en Canal Fiesta Radio
- Número 50 en Cadena 100
- Número 6 y 9 en Radio Ole
- Sala Galileo Galilei Directo
- Canción promocional de la Liga Nacional de Fútbol Sala "Fútbol a lo grande"